# Kojak – Einsatz in Manhattan
Kojak – Einsatz in Manhattan (Originaltitel Kojak) ist eine erfolgreiche US-amerikanische Fernsehserie, von der in den Jahren 1973 bis 1978 insgesamt 118 Folgen zu je 48 Minuten entstanden. Vorausgegangen war der Serie der 137-minütige Pilotfilm Der Mordfall Marcus-Nelson.

## Handlung
Der New Yorker Polizist Theodoros Kojak erledigt seine Fälle so, wie er es für richtig hält. Mit zynischem Humor spürt der glatzköpfige Grieche die Schlupfwinkel dunkler Elemente selbst auf Partys der High Society auf. Zu Kojaks Team gehören seine beiden Assistenten Crocker und Stavros. Um einen Fall zu klären, setzt Kojak seine Leute gerne als Lockvögel ein – doch er weiß genau, wann der Zeitpunkt zum Eingreifen gekommen ist.

## Fernsehfilme
Im Jahr 1985 wurde die Serie mit dem Fernsehfilm Mord im Exil wiederbelebt. Es folgten sechs weitere Filme: Kojaks Rückkehr (Videotitel: Jeder Mord hat seinen Preis; 1987), Ariana, Dunkle Beziehungen (beide 1989), Tod eines Polizisten, Gefährliche Gier und Die Verschwörung (alle 1990).
In den Filmen erhielt Kojak neue Kollegen; Dan Frazer, George Savalas und Vince Conti sind nur kurz im ersten Film zu sehen. Ab dem Film Ariana tritt Andre Braugher (Sprecher: Charles Rettinghaus) als Kojaks Mitarbeiter Winston Blake regelmäßig auf. Ab Dunkle Beziehungen übernahm Charles Cioffi die Rolle des Chief George Morris (Sprecher: Friedrich G. Beckhaus).

## Synchronisation
Die Synchronisation übernahm die Interopa Film in Berlin. Die Bücher stammten von Thomas Keck, der auch Dialogregie führte. Zunächst wurden zwischen 1974 und 1978 62 Episoden synchronisiert und gegen 21 Uhr in der ARD ausgestrahlt. Diese Episoden waren auf ca. 43 Minuten gekürzt worden. 1991 folgten noch einmal 37 Episoden, die am Vorabend ebenfalls in der ARD ausgestrahlt wurden, aber jetzt meist ungekürzt waren. Edgar Ott sprach wie schon in den 1970er Jahren erneut Kojak. Zeitgleich ließ RTL die Kojak-Fernsehfilme synchronisieren. 1998 wurden von RTL II die bis dahin von der ARD nicht berücksichtigten 20 Episoden in Auftrag gegeben und ebenfalls ungekürzt ausgestrahlt. In diesen Folgen übernahm Christian Rode die Rolle von Kojak, da Edgar Ott vier Jahre zuvor verstorben war (im selben Jahr wie Savalas).
| Charakter          | Darsteller     | Deutsche Stimme | Auftritte                                                  |
| ------------------ | -------------- | --- | ---------------------------------------------------------- |
| Lt. Theo Kojak     | Telly Savalas  | Edgar Ott (98 Ep. + Filme, 70er und 1991) Christian Rode (20 Ep., 1998)                                                                  | Pilotfilm, 1973 117 Folgen, 1973–1978 Filme 1–7, 1985–1990 |
| Capt. Frank McNeil | Dan Frazer     | Heinz Giese | 117 Folgen, 1973–1978 Film 1, 1985                         |
| Det. Bobby Crocker | Kevin Dobson   | Hans-Werner Bussinger | 117 Folgen, 1973–1978                                      |
| Det. Stavros       | George Savalas | Manfred Grote (95 Ep., 70er und 1991) Andreas Mannkopff (20 Ep., 1998)                                                                   | 115 Folgen, 1973–1978                                      |
| Det. Rizzo         | Vince Conti    | Joachim Röcker (70er und 1991) einzelne Einsätze: Hans Nitschke, Friedrich Georg Beckhaus, Michael Chevalier (70er) Raimund Krone (1998) | 92 Folgen, 1974–1978 Film 1, 1985                          |
| Det. Saperstein    | Mark Russell   | Lothar Hinze, Gerd Holtenau (70er) Andreas Hosang (1991) Raimund Krone (1998)                                                            | 105 Folgen, 1973–1978                                      |

Im Vorspann wurde Savalas’ Bruder George mitunter nur mit seinem zweiten Vornamen Demosthenes geführt, da er nebenbei auch als Produzent für die Serie fungierte.

## Erfolge
Die Serie wurde in den USA mehrfach ausgezeichnet, unter anderem mit zwei Golden Globes und mit zwei Emmy Awards. Mehrere Schauspieler, die bei Kojak Nebenrollen spielten, wurden später zu Stars, unter anderem Harvey Keitel, James Woods, Richard Gere, Hector Elizondo, Morgan Fairchild, William Hurt, Christopher Walken und Sylvester Stallone. In einer Folge war auch Maria Schell zu sehen.
Durch Kojaks sympathische Art erfreute sich die Serie auch in Deutschland großer Beliebtheit, und seine Markenzeichen, der Dauerlutscher und typische Sprüche wie „Entzückend, Baby!“ (englisch „Who loves ya, baby?“), „Is’ es wahr?“ oder „Ich bin dein Fan!“, waren bald in aller Munde.
Der aus Wuppertal stammende Jazz- und Schlagersänger Wolfgang Sauer widmete Kojak 1976 ein Lied mit dem Titel Einsatz in Manhattan.

## Ableger
Im Jahr 1980 wurde der Schwarzweißfilm Kojak Budapesten (Kojak in Budapest) für das ungarische Fernsehen produziert. Die Rolle des Theo Kojak übernahm László Inke. Dieser Film ist nur in englischer und ungarischer Sprache verfügbar.
Der Fernsehsender USA Network startete 2005 eine Neuauflage der Serie mit Ving Rhames in der Rolle des Theo Kojak, die bereits nach zehn Folgen eingestellt wurde.

## Sonstiges

US-Logo der ersten Staffel

- Der deutsche Vorspann der frühen ARD-Episoden (1974–1978) unterscheidet sich stark vom US-amerikanischen Original. Statt der Animation, die streifenweise Bilder von New York aufdeckt (mit Bildern von Savalas), verwendete man Bilder, die Stadtansichten von New York und Kojak in seinem Auto zeigen. Lediglich die Schriftart wurde für den deutschen Titel übernommen. Während man beim US-Logo nach der ersten Staffel von der Schriftart Gill Sans zu Machine BT wechselte, blieb man in der deutschen Version bei Gill Sans. Die Serie lief damals unter dem Titel Einsatz in Manhattan, und sämtliche Stabangaben sowie der Abspann waren eingedeutscht.
 Bei den späten ARD-Folgen (1991) und bei RTL II (1998)[2] übernahm man den ursprünglichen Vorspann und strahlte die Serie als Kojak – Einsatz in Manhattan aus. Man nutzte nun die Originaleinblendungen und den US-Abspann.
 Bei der Ausstrahlung 2013 auf RTL Nitro und FOX Channel griff man einheitlich auf den Originalvorspann zurück, den man allerdings mit deutschem Text versah. Man nutzte dabei durchgängig die Schriftart der ersten Staffel, damit am Ende der deutsche Titel Kojak – Einsatz in Manhattan in der ursprünglichen Schrift stehen konnte. Der stark veränderte Vorspann der fünften Staffel wurde ebenfalls mit passender Schriftart eingedeutscht.
- Die Rolle des Theo Kojak sollte ursprünglich Marlon Brando übernehmen.
- Im Abspann des Pilotfilms ist Kojaks Name falsch geschrieben (Kojack).
- Der Name „Kojak“ steht für die Kurzform des griechischen Vorfahrens von Kojak: „Theocrates Kojakgakias“ (vgl. Bild auf Schrank vor der Karte Manhattan's in seinem Büro)
- Kojak fährt im Dienst einen zivilen Buick Century Regal 455 in Braun (Baujahr 1974) und später das Nachfolgemodell in Kupferfarbe (Baujahr 1975).
- Bei Kojaks Markenzeichen, den Lollis, soll es sich um einen Ersatz für seine Zigarillos gehandelt haben, die Kojak zu Beginn der Serie noch häufig rauchte, die aber bei den Produzenten nicht gern gesehen waren.[3] Andere Quellen berichten, dass Telly Savalas privat mit dem Rauchen aufgehört habe und diese Entwicklung in die Serie übernommen wurde.[4][5][6] Außerdem sollte so Savalas’ verstümmelter linker Zeigefinger[7] nicht mehr so offensichtlich präsentiert werden. Kojak sieht man ab der achten Folge mit einem Lolli[8] im Mund und häufig noch mit normalen Zigaretten, die nach und nach durch Zigarillos ersetzt wurden. In späteren Folgen (z. B.: 5.13, 5.15)[9] raucht er diese immer noch. Laut Crocker-Darsteller Kevin Dobson wurden die Lollis eher zufällig während der Dreharbeiten eingeführt.[10] In den späteren Fernsehfilmen musste Kojak, nach einer Intervention US-amerikanischer Zahnärzte, auf sein Markenzeichen verzichten.[11][12]
- Seit Ausstrahlung der Serie im deutschen Fernsehen etablierte sich im täglichen Sprachgebrauch der Begriff „Kojak-Sirene“ als bezeichnend für das typische frequenzmodulierte Signal amerikanischer Polizeisirenen in Abgrenzung zum europäischen Folgetonhorn. „Kojak-Leuchte“ steht seitdem für eine in den 1970er Jahren auf deutschen Straßen noch unbekannte, tränenförmige Rundumkennleuchte, die sich per Magnet auf ansonsten zivilen Fahrzeugen vorübergehend befestigen lässt. Beides fand als dramaturgisches Stilmittel rege Verwendung in der Serie.
- Im slowenischen Maribor steht auf den Trg svobode (Befreiungsplatz) das „Denkmal des Nationalen Befreiungskrieges“. Dessen  eigenwillig-blanke Form soll einem historischen Helm nachempfunden sein. Im Volksmund wird das Denkmal deswegen als „Kodžak“ (Kojak) bespöttelt.[13]